# 和田健太郎 (サッカー選手)
和田 健太郎（わだ けんたろう、1996年6月28日 - ）は、京都府京都市 出身のサッカー選手。ポジションは、フォワード（FW）。

## 来歴
京都産業大学時代の2017年にガンバ大阪の特別指定選手としてプレーし、 U-23チームとしてJ3リーグに4試合出場した。
2019年より、FC大阪へ加入した。
2020年でFC大阪を退団。
2021年、九州サッカーリーグの沖縄SVに移籍。シーズン終了後に契約満了により退団した。
その後2年間無所属だったが、2024年に関西サッカーリーグ2部のACミドルレンジに加入。

## 所属クラブ
ユース経歴
- 大塚小学校サッカー部
- 翼イレブンSC
- ガンバ大阪ジュニアユース
- ガンバ大阪ユース
- 京都産業大学
  - 2017年3月 - 12月  ガンバ大阪（特別指定選手）

アマ経歴
- 2019年 - 2020年  FC大阪
- 2021年  沖縄SV
- 2024年 -  ACミドルレンジ

## 個人成績
| 国内大会個人成績 | 国内大会個人成績 | 国内大会個人成績 | 国内大会個人成績 | 国内大会個人成績 | 国内大会個人成績 | 国内大会個人成績 | 国内大会個人成績 | 国内大会個人成績 | 国内大会個人成績 | 国内大会個人成績 | 国内大会個人成績 |
| 年度             | クラブ           | 背番号           | リーグ           | リーグ戦         | リーグ戦         | リーグ杯         | リーグ杯         | オープン杯       | オープン杯       | 期間通算         | 期間通算         |
| 年度             | クラブ           | 背番号           | リーグ           | 出場             | 得点             | 出場             | 得点             | 出場             | 得点             | 出場             | 得点             |
| 日本             | 日本             | 日本             | 日本             | リーグ戦         | リーグ戦         | リーグ杯         | リーグ杯         | 天皇杯           | 天皇杯           | 期間通算         | 期間通算         |
| ---------------- | ---------------- | ---------------- | ---------------- | ---------------- | ---------------- | ---------------- | ---------------- | ---------------- | ---------------- | ---------------- | ---------------- |
| 2019             | FC大阪           | 4                | JFL              | 1                | 0                | -                | -                | 0                | 0                | 1                | 0                |
| 2020             | FC大阪           | 20               | JFL              | 1                | 0                | -                | -                | -                | -                | 1                | 0                |
| 2021             | 沖縄SV           | 19               | 九州             | 16               | 4                | -                | -                | 2                | 0                | 18               | 4                |
| 2024             | ミドルレンジ     | 36               | 関西2部          | 8                | 3                | -                | -                | -                | -                | 8                | 3                |
| 2025             | ミドルレンジ     | 36               | 関西2部          |                  |                  | -                | -                | -                | -                |                  |                  |
| 通算             | 日本             | 日本             | JFL              | 2                | 0                | -                | -                | 0                | 0                | 2                | 0                |
| 通算             | 日本             | 日本             | 九州             | 16               | 4                | -                | -                | 2                | 0                | 18               | 4                |
| 通算             | 日本             | 日本             | 関西2部          | 8                | 3                | -                | -                | -                | -                | 8                | 3                |
| 総通算           | 総通算           | 総通算           | 総通算           | 26               | 7                | -                | -                | 2                | 0                | 23               | 7                |

その他の公式戦
- 2020年
  - 大阪サッカー選手権大会 1試合1得点
- 2021年
  - タイムス杯争奪OFA沖縄県サッカー選手権大会 2試合2得点
  - 全国地域サッカーチャンピオンズリーグ2021 2試合0得点
- 2024年
  - 大阪サッカー選手権大会 1試合0得点
  - KSLカップ 2試合0得点
- 2025年
  - 関西サッカーリーグ・入れ替え戦 1試合0得点

| 2017   | G大23  | 54     | J3     | 4 | 0 | 4 | 0 |
| 通算   | 日本   | 日本   | J3     | 4 | 0 | 4 | 0 |
| 総通算 | 総通算 | 総通算 | 総通算 | 4 | 0 | 4 | 0 |

- Jリーグ初出場 - 2017年7月19日 J3第16節 vs藤枝MYFC（藤枝総合運動公園サッカー場）
- 公式戦初得点 - 2020年8月26日 大阪サッカー選手権大会・決勝 vsFCティアモ枚方（J-GREEN堺）

## 選抜歴
- 2016年、2017年 - デンソーカップチャレンジサッカー関西選抜[3]

## タイトル

### クラブ
ガンバ大阪ユース
- 高円宮杯 JFA U-18サッカープリンスリーグ関西1部：1回（2012年）

京都産業大学
- 京都FAカップ京都サッカー選手権大会：1回（2016年）

FC大阪
- 大阪サッカー選手権大会：1回（2019年）

沖縄SV
- 九州サッカーリーグ：1回（2021年）
- 沖縄県サッカー選手権大会：1回（2021年）

ACミドルレンジ
- 大阪社会人カップ：1回（2023年）